# Zágon Iván
Zágon Iván (Budapest, 1922. szeptember 25. – Budapest, 1995. május 28.) magyar jazz-zongorista, zeneszerző, mérnök, Zágon György testvére. 

## Élete
Zágon István (1893–1975) színműíró, mérnök és Verő Márta (1894–1983) fia. Középiskolai tanulmányait 1932 és 1940 között a Budapesti Érseki Katolikus Gimnáziumban végezte. Az 1940-es évek második felétől a budapesti jazzélet aktív szereplője.
Különféle zenekari formációkban játszott, id. Pege Aladárral, Radics Gáborral és másokkal. 1956-ban egy budapesti amerikai diplomata segítségével Budapesten stúdiófelvételt készített, mely kijutott az Egyesült Államokba, és a VOA Music USA adásában, Willis Connover szerkesztésével adásba is került. Az 1960-as években egy ideig Finnországban zongoristaként dolgozott. Az 1980-as évektől kezdve újra fellépett budapesti jazzklubokban, kvintett formációban.
Felesége Olajos Mária volt. Gyermekei: Zágon András (1955) agrármérnök és Zágon Eszter.
A Farkasréti temetőben nyugszik.